# 受到猩猩之神庇佑的大小姐受到王立騎士團寵愛
《受到猩猩之神庇佑的大小姐受到王立騎士團寵愛》是城紕所撰寫的日本輕小說。2020年8月10日開始在成為小說家吧連載，本小說作品並未被書籍化。
改編漫畫由神栖臣佳擔任作畫，2021年8月開始在網站《ComicWalker》開始連載，同年11月起經Flos Comic發行實體單行本。。
2024年9月24日，宣佈將改編為電視動畫，由鵲擔任動畫製作，2025年4月至6月開始播放。

## 故事簡介
邊境伯爵千金蘇菲亞，個性溫婉柔弱膽小怕事，對自己十分沒有自信，她認為自己既不是美女，也沒什麼特別才華，身材也算不上豐滿，還時常遭到同班女同學的霸凌欺負。她沒料想到自己所身處的世界，只要年滿十六歲就能受到動物神庇佑，幸運的她獲得了「猩猩的加護」，這是每隔五十年才會出現一次的罕見加護。然而，這個被譽為史上最強的戰鬥系加護，即將為她的人生帶來翻天覆地的變化。由於這個加護的緣故，她的表現頓時受到眾人矚目，突然的爆發怪力、異常的反應速度，猩猩的動物特質開始在她身上逐漸顯現，甚至因此獲邀參與王立騎士團的人員招募。在騎士候補的入團徵選中，她邂逅了一些同為考生的俊美型男，主測官路伊的態度溫文爾雅，更是她憧憬心儀的對象。不僅如此在她與這些人都順利錄取了騎士候補後，這些人也跟著轉學到同一所貴族學校變成她的同學與學長，讓蘇菲亞無意間成為這些帥哥環繞的中心，受到他們溫柔的寵愛呵護，展開了一段甜蜜溫馨的浪漫喜劇物語。

## 登場人物

### 主要角色
蘇菲亞·里拉（聲：中村環奈）
邊境伯爵家的千金，王立騎士團的騎士候補，擁有「猩猩的加護」。個性溫婉柔弱膽小怕事，缺乏自信心，認為自己除了身材高挑外，沒有其它任何優點。她所身處的世界，只要年滿十六歲就能受到動物神庇佑，受試者必須透過「加護的式典」這個儀式，進行卡牌抽選，端看抽到哪張動物卡牌，才能決定受到哪種動物神的加護。她幸運的獲得猩猩神眷顧，取得每隔五十年才會出現一次的罕見加護，更被譽為史上最強等級的戰鬥系加護。在加護的幫助下，她的表現頓時活躍起來，突然的爆發怪力、異常的反應速度，猩猩的動物特質開始在她身上逐漸顯現，而因此通過騎士團的徵選，成功錄取騎士候補。在騎士團的徵選過程中，她邂逅了一些同為考生的俊美型男，主測官路伊的態度溫文爾雅，讓她留下非常美好的印象，深獲她的芳心暗許。
路伊·史卡雷爾（聲：大塚剛央）
王立騎士團的正式騎士，擁有「松鼠的加護」。個性篤實敦厚溫文爾雅，有著一幅俊俏容貌，在貴族學校裡廣泛受到女同學的喜愛，是全校的人氣偶像。在十五歲尚未取得動物神的加護前，他就已經通過騎士候補的測驗，是史上最年輕的騎士候補，劍技也是整個騎士團的前段班。他比蘇菲亞、艾薩克、艾迪的年紀稍長兩歲，在他們三人成功錄取騎士候補後，轉學到蘇菲亞就讀的貴族學校，變成他們的學長。隨著時間的推移，他逐漸對蘇菲亞產生了情愫，非常在意她的事情。
艾薩克·席恩（聲：川島零士）
王立騎士團的騎士候補，擁有「犬的加護」。個性開朗豁達，對朋友相當忠誠，是一個信賴可靠的人。他有著一雙結實的修長美腿，擅長奔跑飛馳，但有懼高症，非常怕高。早在一年前，當時他仍只有十五歲尚未取得加護，就已經打破國內田徑的賽跑紀錄，因此被稱為陸上界的天才。在成功錄取騎士候補後，轉學到蘇菲亞就讀的貴族學校，變成她的同班同學。
艾迪·費雷斯（聲：永塚拓馬）
王立騎士團的騎士候補，擁有「貓的加護」。個性陰鬱沉穩，喜歡保持神祕感，對自己的加護秘而不宣。在城牆懸垂下降的入團測驗中，他的動作極度靈活敏捷，非常擅長攀爬騰躍。是某個貴族側室之子，在貴族學校裡有些人以血統不純正為由歧視他，對他很不友善，但他本人並不在意。在成功錄取騎士候補後，轉學到蘇菲亞就讀的貴族學校，變成她的同班同學。

## 出版書籍

### 漫畫
| 冊數 | Kadokawa       | Kadokawa               |
| 冊數 | 發售日期       | ISBN                   |
| ---- | -------------- | ---------------------- |
| 1    | 2021年11月5日  | ISBN 978-4-046-80446-4 |
| 2    | 2022年6月3日   | ISBN 978-4-046-81550-7 |
| 3    | 2022年12月16日 | ISBN 978-4-046-81857-7 |
| 4    | 2023年9月5日   | ISBN 978-4-046-82738-8 |
| 5    | 2024年5月17日  | ISBN 978-4-046-83435-5 |
| 6    | 2024年12月5日  | ISBN 978-4-046-84319-7 |
| 7    | 2025年6月17日  | ISBN 978-4-046-85002-7 |

## 電視動畫

### 製作人員
- 原作：城紕
- 原作漫畫：神栖臣佳（作畫）
- 導演：追崎史敏
- 系列構成、劇本：雨宮瞳
- 角色設計：澀谷秀
- 音樂：岩橋星實
- 音響監督：立石彌生
- 動畫製作：鵲

### 主題曲
片頭曲
演唱：仲村宗悟，作詞、作曲：仲村宗悟，編曲：村山☆潤
片尾曲
演唱：緒方惠美，作詞：em:óu，作曲、編曲：小木岳司

### 各话列表
| 话数 | 标题                                 | 分镜     | 演出       | 作画監督                                                                                        | 总作画監督                                       | 首播日期      |
| ---- | ------------------------------------ | -------- | ---------- | ----------------------------------------------------------------------------------------------- | ------------------------------------------------ | ------------- |
| #01  | 加護和大小姐的猩猩生活               | 追崎史敏 | 追崎史敏   | 加藤晃、李周铉、山本祐仁、八幡佑树、柴野美奈、徐延文、欧阳海                                    | 涉谷秀、本多美乃、石井雅一、井出直美、松本麻友子 | 2025年 4月6日 |
| #02  | 騎士所稱羨的猩猩愛的呼叫             | 追崎史敏 | 椎名優希   | 加野晃、李周鉉、山本裕仁、八幡佑樹、柴野美奈、Jeon Hyun Jin                                     | 涉谷秀                                           | 4月13日       |
| #03  | 王都與甜點的猩猩狂想曲               | 小寺勝之 | 佐佐木純人 | 旭陽                                                                                            | -                                                | 4月20日       |
| #04  | 禮服和困惑的猩猩幽會                 | 追崎史敏 | 椎名優希   | 李周鉉、山本裕仁、八幡佑樹、柴野美奈、Ryu Joong Hyeon                                           | 涉谷秀、本多美乃、石川雅一、井出直美、松本麻友子 | 4月27日       |
| #05  | 一段危險又害羞的猩猩戀愛             | 追崎史敏 | 椎名優希   | 李周鉉、山本裕仁、八幡佑樹、柴野美奈、本田辰雄、Jeon Hyun Jin、                                 | 涉谷秀、本多美乃、石川雅一、井出直美、松本麻友子 | 5月4日        |
| #06  | 雪山火焰中的猩猩之戀                 | 小寺勝之 | 胡蝶蘭     | 陳洁琼、劉軍、錢進一                                                                            | -                                                | 5月11日       |
| #07  | 沙發與浪漫的猩猩情歌                 | 花岡佑大 | 花岡佑大   | 李周鉉、山本裕仁、八幡佑樹、柴野美奈、本田辰雄、Ryu Joong Hyeon、Jeon Hyun Jin、徐延文、王培非  | 涉谷秀、石川雅一、井出直美、松本麻友子           | 5月18日       |
| #08  | 一部關於女孩和猩猩的浪漫喜劇         | 小寺勝之 | 胡蝶蘭     | Mubon Hyeong Jun、山本裕仁、八幡佑樹、柴野美奈、                                                | 涉谷秀、本多美乃、石川雅一、井出直美             | 5月25日       |
| #08  | 一部關於同事和他的朋友猩猩的浪漫喜劇 | 小寺勝之 | 胡蝶蘭     | Mubon Hyeong Jun、山本裕仁、八幡佑樹、柴野美奈、                                                | 涉谷秀、本多美乃、石川雅一、井出直美             | 5月25日       |
| #08  | 與朋友一起的猩猩浪漫喜劇             | 小寺勝之 | 胡蝶蘭     | Mubon Hyeong Jun、山本裕仁、八幡佑樹、柴野美奈、                                                | 涉谷秀、本多美乃、石川雅一、井出直美             | 5月25日       |
| #09  | 猩猩樂園之海洋與泳裝                 | 追崎史敏 | 追崎史敏   | 李周鉉、山本裕仁、八幡佑樹、柴野美奈、Mubon Hyeong Jun、Jeon Hyun Jin、王培非、陈娇娇、徐延文、 | 涉谷秀、本多美乃、石川雅一、井出直美             | 6月1日        |
| #10  | 光與暗的猩猩迷宮                     | 小寺勝之 | 胡蝶蘭     | 李周鉉、山本裕仁、柴野美奈、Jeon Hyun Jin、Ryu Joong Hyeon                                      | 涉谷秀、本多美乃、石川雅一、井出直美             | 6月8日        |
| #11  | 最強加護與猩猩衝刺                   | 草川啟造 | 草川啟造   | Mubon Hyeong Jun、山本裕仁、柴野美奈                                                            | 涉谷秀、本多美乃、石川雅一、井出直美             | 6月15日       |
| #12  | 最後的猩猩決心與愛                   | 追崎史敏 | 追崎史敏   | 山本祐仁、柴野美奈、Mubon Hyeong Jun、王培非、陈娇娇、徐延文                                    | 涉谷秀、本多美乃、石川雅一、井出直美             | 6月22日       |

### 播映平台
| 播映地區 | 播映平台      | 播映日期             | 播映時間              | 備註       |
| -------- | ------------- | -------------------- | --------------------- | ---------- |
| 部分地區 | Crunchyroll   | 2025年4月6日—6月22日 | 星期日 23:00（UTC+8） | [ 7 ]      |
| 东南亚   | Bilibili Asia | 2025年4月6日—6月22日 | 星期日 23:00（UTC+8） | 新加坡除外 |

### BD
| 卷數 | 發售日期          | 收錄話數     | 規格編號  |
| ---- | ----------------- | ------------ | --------- |
| 上   | 2025年7月25日     | 第1話—第6話  | KAXA-9041 |
| 下   | 2025年8月27日預定 | 第7話—第12話 | KAXA-9042 |

## 外部連結
- 小說官方網站（日語）
- 漫畫官方網站（日語）
- 動畫官方網站（日語）
- 電視動畫的X（前Twitter）（日語）